# Clytie brunnea
Clytie brunnea är en fjärilsart som beskrevs av W. Warren 1913. Clytie brunnea ingår i släktet Clytie och familjen nattflyn. Inga underarter finns listade i Catalogue of Life.